# گمینا گووگوو
گمینا گووگوو (به لهستانی:  Gmina Głogów) یک گمینا در لهستان است که در شهرستان گووگوف واقع شده‌است. گمینا گووگوو ۸۴٫۲۸ کیلومتر مربع مساحت و ۵٬۵۰۶ نفر جمعیت دارد.